# Hakkı Başar
Hakkı Başar (Sakarya, Turquía, 24 de septiembre de 1969) es un deportista turco retirado especialista en lucha grecorromana donde llegó a ser subcampeón olímpico en Barcelona 1992.

## Carrera deportiva
En los Juegos Olímpicos de 1992 celebrados en Barcelona ganó la medalla de plata en lucha grecorromana de pesos de hasta 90 kg, tras el luchador alemán Maik Bullmann (oro) y por delante de Gogi Koguashvili (bronce) del Equipo Unificado.